# Карпенко, Николай Петрович
Николай Петрович Карпенко (8 марта 1925, Софиевка, Донецкая область — 3 июня 1999, Челябинск) — советский промышленный деятель, заслуженный изобретатель РСФСР и заслуженный металлург РСФСР.

## Биография
Родился в 1925 году в селе Софиевка (Донецкой области). 
С 1942 года работал в металлургической промышленности Челябинска. В 1942—1999 годах — кантовщик металла, бригадир, начальник цеха. С 1977 года директор Челябинского трубопрокатного завода, глава совета директоров АООТ «Челябинский трубопрокатный завод», член совета директоров ЗАО «Трубоимпекс».
Разработал и внедрил калибровку валков пилигримового стана для прокатки тонкостенных и толстостенных труб, технологию производства полых дорнов и дорнов из новых марок стали.
Делегат XXVI съезда КПСС.
Николай Петрович Карпенко умер в Челябинске 3 июня 1999 года.

## Награды и звания
- Орден Ленина (1974)[3]
- Орден Октябрьской Революции (1971)[3]
- Орден Трудового Красного Знамени (1981)[3]
- Орден «Знак Почёта» (1995)[3]
- Государственная премия СССР (1991)[3]
- Премия Совета Министров СССР (1981)[3]
- Заслуженный изобретатель РСФСР (1991)[3]
- Заслуженный металлург РСФСР (1984)[3]
- Почётный гражданин Челябинска (1996)[3]